# 로렌스 마이클 레빈

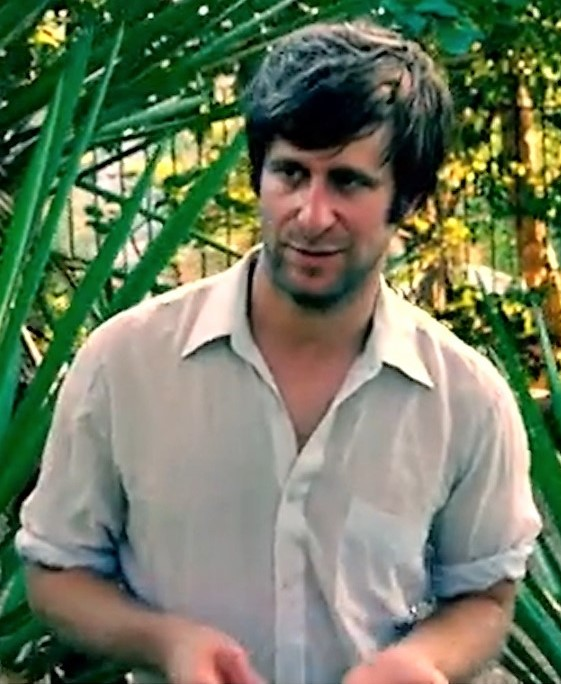

로렌스 마이클 레빈(Lawrence Michael Levine, 1976년 ~ )은 미국의 영화 감독, 배우, 각본가이다.

## 영화
- 블랙 베어 (2019년)
- 올웨이즈 샤인 (2016년)
- 와일드 카나리아들 (2014년)
- 디토네이터 (2013년)
- V/H/S/2 : 악마를 부르는 비디오 (2013년)
- 몰리의 상대성이론 (2013년) - 작 역
- 리처드 웨딩 (2012년) - 리차드 역
- 올 더 라이트 인 스카이 (2012년) - 래리 역
- 게이바이 (2012년) - 닉 역
- 존 (2011년)
- 그린 (2011년) - 세바스티안 역
- 가비 온 더 루프 인 줄라이 (2010년)
- 스카이다이버 (2010년)
- 엠프러스 (2009년)
- 팻 프렌드 (2009년)
- 피터 앤 반디 (2009년)
- 세틀 다운 이지 (2006년)